# Yeşilöz, Kurşunlu
Yeşilöz là một xã thuộc huyện Kurşunlu, tỉnh Çankırı, Thổ Nhĩ Kỳ. Dân số thời điểm năm 2010 là 121 người.